# Miquel II Àngel-Comnè Ducas
Miquel II Àngel-Comnè o Miquel II Comnè Ducas, aproximadament l'any 1230 es va proclamar dèspota de l'Epir, l'estat que havia fundat el seu pare però que en aquell moment estava governat pel seu oncle Manuel.
A poc a poc va anar expandint territori, però la seva autonomia es va acabar quan va trair la confiança del seu sogre Joan III Vatatzes amb qui va fer un doble joc: per una part li va prometre fidelitat i per altra va cercar l'aliança amb altres sobirans per prendre-li territoris; això va comportar que, finalment, l'Epir acabés sent un estat vassall del refet Imperi Romà d'Orient.

## Orígens
Miquel, segons alguns autors, era el fill il·legítim de Miquel I Comnè Ducas, el fundador de l'estat de l'Epir, però segons altres creuen que l'expressió il·legítim podria referir-se no a haver nascut fora del matrimoni sinó al fet que el segon matrimoni amb una cosina de la primera dona era del tipus no canònic. L'historiador Demetrios Polemis ha calculat que probablement va néixer durant els primers anys del regnat del seu pare (1205–15), més precisament cap a l'any 1206. Com la major part dels membres d'aquesta família va preferir emprar el cognom "Ducas" o la variant "Comnè Ducas" (en grec Κομνηνός ὁ Δούκας), però alguns cronistes de la seva època es fereixen a ell com "Miquel II Àngel", com a abreviació de la branca Àngel-Comnè de la qual procedien.

## Context històric anterior al títol de dèspota
Després de l'assassinat del seu pare el 1215 i la successió del seu oncle Teodor, va ser obligat a exiliar-se. Segons l'hagiografia de la seva esposa, santa Teodora d'Arta, Teodor el va enviar amb la seva mare al Peloponès d'on els va prohibir sortir. Després de la derrota de Teodor a la batalla de Klokòtnitsa, on fou fet presoner d'Ivan II Assèn de Bulgària, el tron de Tessalònica fou ocupat pel seu oncle Manuel. El seu domini es reduïa a la rodalia d'aquesta ciutat més els territoris de l'Epir i Tessàlia, incloent Dirràquion i Corfú, mentre Constantí, germà de Manuel, governava en apanatge Etòlia i Acarnania. Com a cunyat d'Ivan II Assèn, a Manuel se li permetia una relativa autonomia interna, però no deixava de ser el governant d'un estat vassall de Bulgària.
Miquel va aprofitar i va tornar a Arta, la capital de l'Epir, per erigir-se en sobirà. Allà va obtenir el suport de la població. Manuel va assumir el fet sense donar-li gaire importància i no li va semblar que les seves aspiracions entressin en conflicte amb les d'ell, ja que, mentre Manuel feia servir el títol de basileu, Miquel emprava el de dèspota, de menor categoria. En realitat Miquel actuava de manera completament independent, sense reconèixer la sobirania de Manuel, al qual pretenia reconquerir els territoris que anteriorment havien pertangut al seu pare, Miquel I. El 1236 Miquel II ja havia capturat l'illa de Corfú.
Miquel II es va assegurar el suport dels nobles locals amb el seu matrimoni amb Teodora Petralifaina, i va establir una relació propera amb l'emperador de Nicea. El 1238, Miquel fou visitat pel patriarca de Nicea, Germà II, i el 1249 va rebre el reconeixement per part de Joan III Ducas Vatatzes. L'estat que havia fundat el seu pare va passar a denominar-se a partir de llavors Despotat de l'Epir i ell va ser el primer governant que en va ser reconegut com a dèspota.

## Esdeveniments després del 1237
El 1237 el seu oncle Teodor fou alliberat per Ivan II Assèn, que es va casar amb la seva filla Irene. Teodor va tornar a Tessalònica, on va deposar amb facilitat al seu germà Manuel i hi van instal·lar el seu fill Joan el qual, sense cerimònia d'entronització, va adoptar el títol de basileu, mentre l'autèntic governant era Teodor. El deposat Manuel va fugir però va tornar el 1239 amb suport nicè per recuperar Tessalònica. Després d'algunes conquestes de Manuel, va haver un pacte de repartiment. Segons aquest acord Manuel rebia Tessàlia, Joan mantenia la possessió de Tessalònica i els territoris de Macedònia fins als punts més occidentals, Vodena i Ostrovo, mentre que Constantí (cosí de Joan i fill del general Constantí) quedava confirmat en el seu apanatge d'Etòlia i Acarnania.
Miquel de l'Epir no va ser tingut en compte en aquest repartiment i va continuar amb els seus propòsits. El desembre del 1239 va enviar una ambaixada a l'emperador del Sacre Imperi Romanogermànic, Frederic II, probablement per demanar-li suport contra els seus oncles. El 1241 Manuel va morir i Miquel es va afanyar a ocupar Tessàlia abans que Joan o Teodor poguessin reaccionar. La bona relació Miquel II amb l'Imperi de Nicea va permetre que es mantingués neutral durant el conflicte en què Joan III Vatatzes va conquerir Tessalònica i va penetrar pel nord de Grècia el 1244–46.
La tardor del 1246, quan Kaliman de Bulgària va morir i el seu regne va quedar en mans del seu germanet Miquel I Assèn (r. 1246–57), Vatatzes va aprofitar per atacar Bulgària i en tres mesos va capturar la major part de Tràcia i la part nord-est de Macedònia, mentre que Miquel II de l'Epir també treia profit de la situació efectuant una expansió cap a Albània i el nord-oest de Macedònia. Al novembre, acabada aquesta campanya, Miquel II de l'Epir i l'emperador de Nicea es van unir per deposar Demetri Àngel-Comnè, ja que hi havia queixes contínues dels ciutadans. Mentre Tessalònica i Macedònia eren confiades al govern del gran domèstic Andrònic Paleòleg, Teodor el Cec romania a Vodena sense participar en els fets.

## La traïció a Nicea
Vatatzes va cercar aliança amb l'Epir, oferint un matrimoni entre el fill de Miquel II, Nicèfor i la seva neta Maria. L'oferiment es va acceptar i es va celebrar el matrimoni a Pegae. Això no obstant, Miquel va escoltar els consells del seu oncle Teodor qui, des de Vodena, li va proposar atacar els dominis de Nicea a Tessàlia i recuperar aquests territoris a l'Epir. Miquel II va ocupar la costa de Macedònia el 1251. El 1252 Nicea va passar a l'ofensiva i va recuperar les seves possessions, amb la fortalesa de Castòria i varen arribar fins a Albània. Miquel II va demanar la pau i va signar el Tractat de Larisa pel qual renunciava a favor de Nicea als territoris grecs occidentals que havia pres a Bulgària, i a Prilep i Kroja a Albània, i a canvi se li reconeixia el títol de dèspota de l'Epir, però com a vassall de l'emperador de Nicea. Teodor fou fet presoner altra vegada i empresonat a Nicea, on va morir després del 1252.
En veure's obligat a lliurar Dirràquion i Sèrvia als nicens el 1256, Miquel va decidir expansionar el seu territori per un altre costat. Quan estava avançant cap a Tessalònica, el rei Manfred I de Sicília va capturar Dirràquion i la rodalia. Miquel va pactar amb Manfred una aliança per capturar Tessalònica, oferint-li a canvi el matrimoni amb la seva filla i la cessió de Corfú com a dot. A més va pactar suport mutu amb el príncep Guillem II d'Acaia.
Les tropes dels tres exèrcits aliats van capturar les possessions nicees a Macedònia i el 1259 es van preparar per enfrontar-se a l'exèrcit nicè comandat per Joan Paleòleg, un germà de l'emperador Miquel VIII Paleòleg, a la plana de Pelagònia. L'operació no va anar bé perquè els aliats no confiaven del tot entre ells i un fill il·legítim de Miquel e l'Epir, Joan Ducas, va desertar passant al bàndol contrari, cosa que va fer que el mateix Miquel es retirés. Els nicens van infligir una greu derrota al príncep d'Acaia, el qual va ser fet captiu. Miquel va fugir a les illes jòniques mentre els nicens ocupaven l'Epir, encara que es van trobar amb una forta resistència i van abandonar. Miquel va recuperar els seus dominis amb l'ajut de Manfred, mentre Miquel Paleòleg capturava Constantinoble i canviava el títol d'emperador del Nicea pel d'emperador romà d'Orient.
Després d'una altra batalla el 1264, amb la victòria de les tropes de Miquel Paleòleg, Miquel de l'Epir es va veure forçat a acceptar la sobirania romana d'Orient. Quan Miquel II va morir el 1268 o poc abans, el govern dels seus dominis estaven repartits entre els seus fills: Nicèfor i Joan (que es va quedar Tessàlia).

## Matrimoni i descendència
Del seu matrimoni amb Teodora Petralifaina (també coneguda com a Santa Teodora d'Arta), va tenir els següents fills:
- Nicèfor, que va ser governant de l'Epir.
- Joan, que fou ostatge a Constantinoble.
- Demetri (rebatejat Miquel), amb el sobrenom de Koutroules.
- Helena, casada amb el rei Manfred I de Sicília.
- Anna, que es va casar amb el príncep Guillem II d'Acaia i en segones núpcies amb Nicolau II de Sant Omer, senyor de Tebes.

Amb una amistançada de nom desconegut, potser membre de la família Gangrenos, va tenir dos fills:
- Joan I Ducas, que va ser governant de Tessàlia i sembla que va ser el primogènit de tota la seva descendència.
- Teodor